# فراز خان
فراز خان (انگلیسی: Faraaz Khan) (زاده ۲۷ مه ۱۹۷۰ – درگذشته ۴ نوامبر ۲۰۲۰) یک هنرپیشه اهل هند بود. او در برخی از فیلم‌ها و سریال‌های تلویزیونی بالیوود در اواخر دهه ۱۹۹۰ و اوایل دهه ۲۰۰۰ دیده شد. از فیلم‌های شاخص او می‌توان به فریب (۱۹۹۶) و مهندی (۱۹۹۸) اشاره کرد. وی همچنین در سریال‌های تلویزیونی نیز حضور داشته‌است. او پسر بازیگر یوسف خان بود.
فراز خان برای اولین نقش اصلی در ۱۹۸۹ برای فیلم موزیکال-عاشقانه من عاشق شدم قرارداد امضا کرد، اما قبل از شروع فیلمبرداری به شدت بیمار شد و به همین دلیل سلمان خان جایگزین او شد. او اولین بازی خود را در فیلم فریب به کارگردانی ویکرام بات در سال ۱۹۹۶ انجام داد. او در مجموع در ۷ فیلم بدون موفقیت ظاهر شد و آخرین حضور سینمایی خود را در سال ۲۰۰۵ انجام داد. از اوایل دهه ۲۰۰۰، او به تلویزیون روی آورد و در سریال‌هایی ظاهر شد. آخرین بازی او در سریالی هندی در سال ۲۰۰۸ بود. از سال ۲۰۰۸، او در صنعت سینما و تلویزیون غیرفعال بود. او پس از یک سال عفونت قفسه سینه در ۴ نوامبر ۲۰۲۰ بر اثر اختلال عصبی در سن ۵۰ سالگی درگذشت.